# Scirites finitimus
Scirites finitimus là một loài nhện trong họ Linyphiidae.
Loài này thuộc chi Scirites. Scirites finitimus được miêu tả năm 2007 bởi Dupérré & Paquin.